# Постійні представники Казахстану при Організації Об'єднаних Націй
Постійні представники Казахстану при Організації Об'єднаних Націй — офіційні посадові особи, які представляють Казахстану в усіх органах Організації Об'єднаних Націй.

## Казахстан в ООН
Республіка Казахстану приєдналася до Організації Об'єднаних Націй 2 березня 1992 року.

## Постійні представники Казахстану при ООН
1. Акмарал Аристанбекова (1992—1999)[1]
2. Мадина Джарбусинова (1999—2003)[2]
3. Ержан Казиханов (2003—2007)[3]
4. Бирганим Айтімова (2007—2013)[4]
5. Кайрат Абдрахманов (2013—2016)[5]
6. Кайрат Умаров (2017—2020)[6]
7. Магжан Ільясов (2020-)[7]